# 렘 콜하스
렘 콜하스(네덜란드어: Rem Koolhaas, IPA: [ˈrɛm ˈkɔːlhɑːs], 1944년 11월 17일~)는 네덜란드의 건축가이다.
네덜란드 로테르담에서 태어났다. 기자 및 시나리오 작가로 활동하다가 영국 런던의 건축협회학교(AA School)에서 건축을 공부했다. 현재 네덜란드 로테르담에 위치한 설계 사무소 OMA(Office for Metropolitan Architecture)의 소장으로 활동 중이다. 그의 초기는 뉴욕시의 많은 건물들과 도시계획을 연구한데 초점을 두었다. 현재 하버드 대학교의 디자인 대학원의 교수로 재직중이다.
CCTV 본사 빌딩, 시애틀중앙도서관을 설계했으며 2004년 서울대학교 미술관을 설계했다.

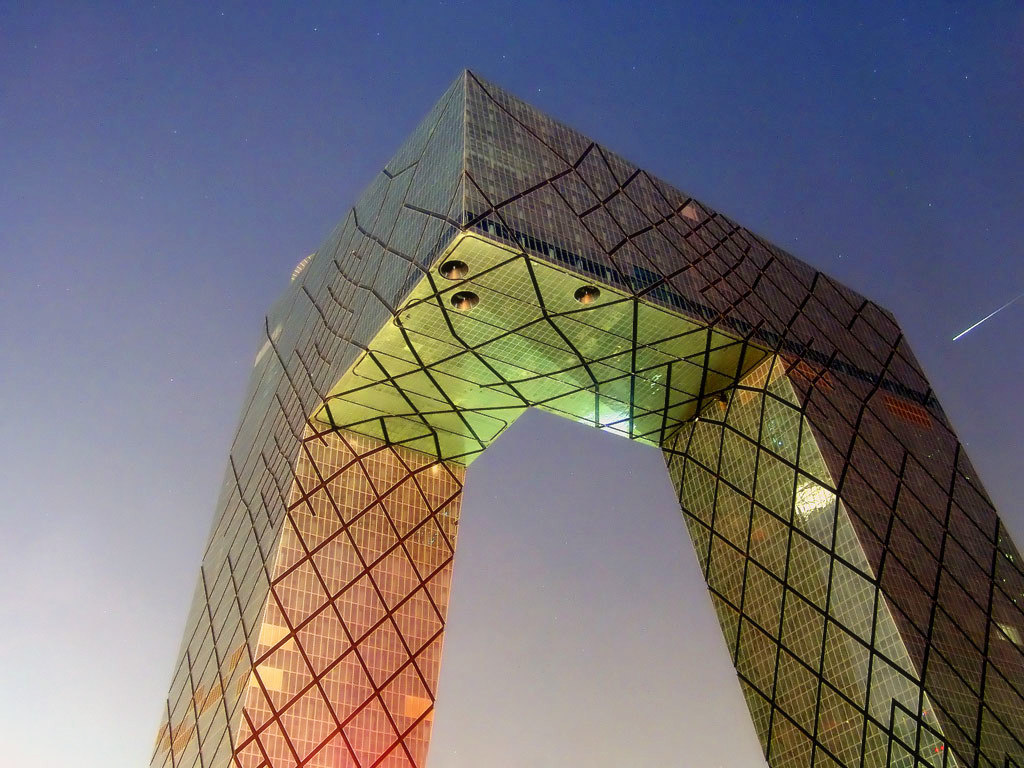
중국에 위치한 CCTV 본사 빌딩, 중국 공산당의 정치관을 건물에 적용한 것과, 다면적인 공간감으로 유명하다.

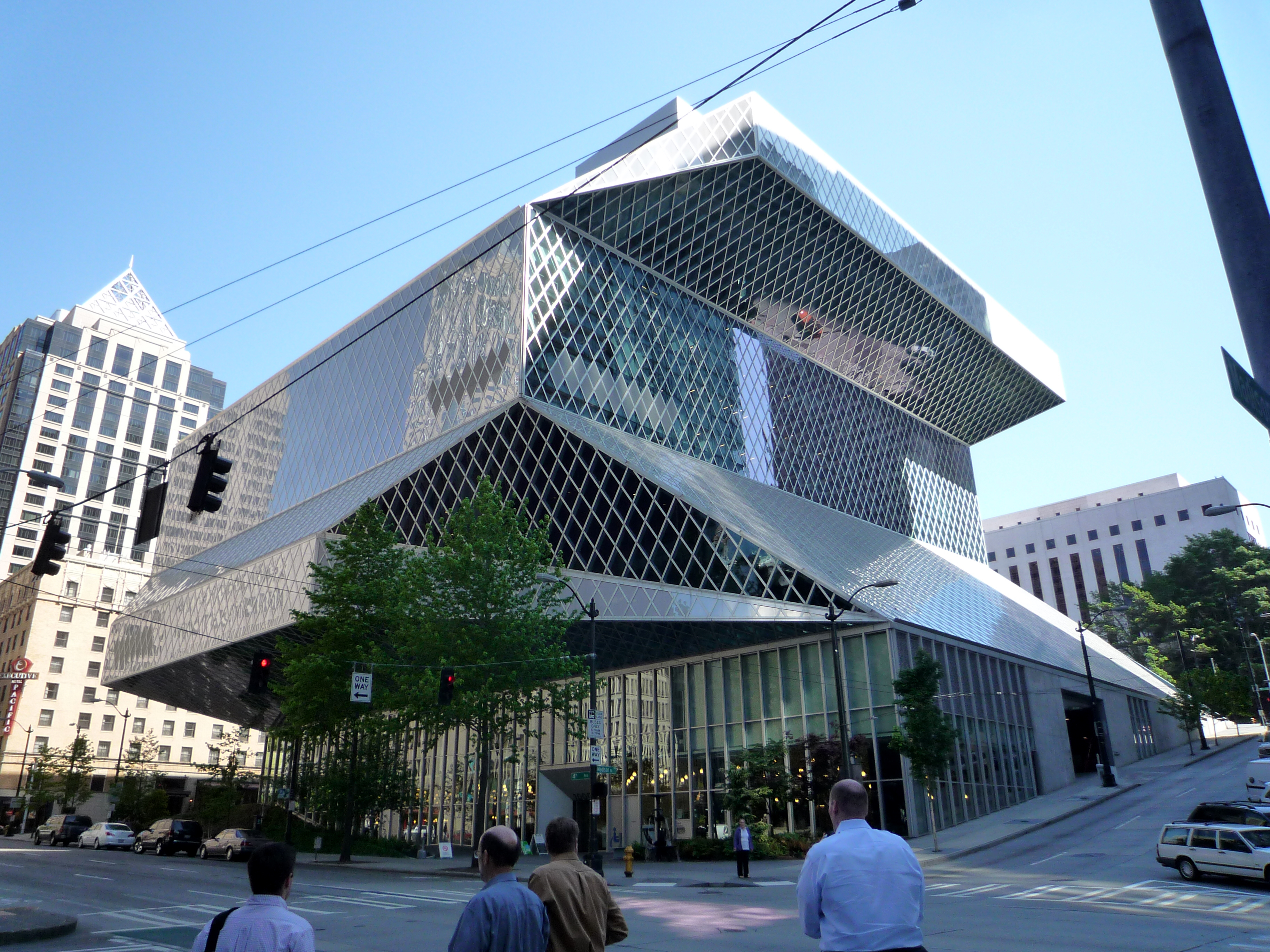
미국 시애틀에 위차한 시애틀 중앙 도서관.

## 같이 보기
- 현대 건축